# Monolithische Kirche

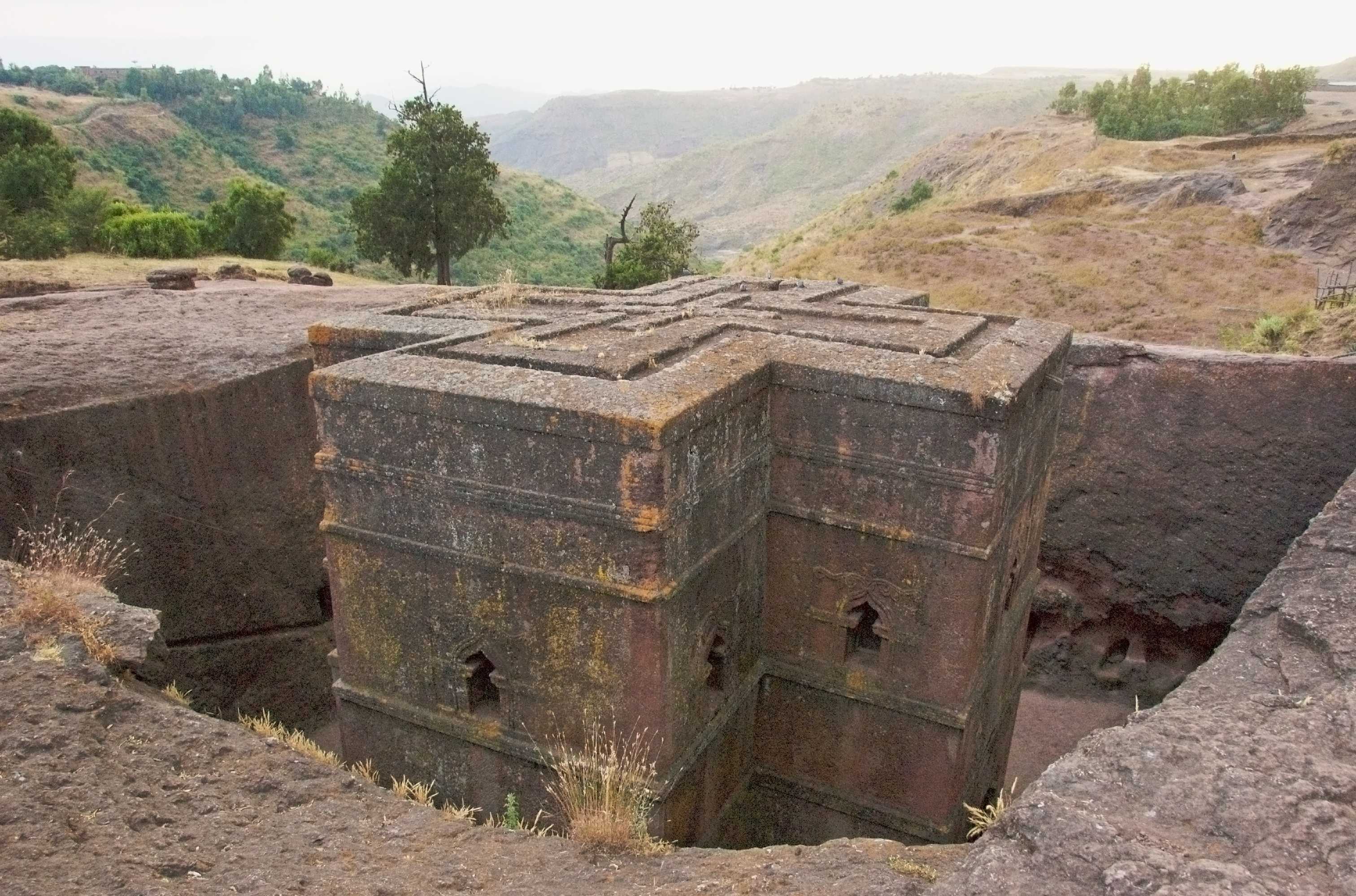
Die monolithische Kirche Bet Giyorgis im Norden Äthiopiens

Eine monolithische Kirche, von griech. μονόλιθος, monólithos, „der Einstein“, „einheitlicher Stein“, aus μονο-, mono-, „einzel-“ und λίθος, líthos, „der Stein“, ist eine aus einem natürlichen Fels geschlagene Kirche. Monolithische Kirchen stellen eine besondere Form der Felsenkirche dar.
Zu den bekanntesten Beispielen zählen die Kirchen in Lalibela in Äthiopien, die im 12. und 13. Jahrhundert aus dem Fels geschlagen wurden. Sie gehören zum Weltkulturerbe der Menschheit. In Europa befinden sich solche Felsenkirchen in Saint-Émilion und Aubeterre (Département Charente, Frankreich). Die Kirche in Aubeterre wurde im 12. Jahrhundert von Benediktinermönchen angelegt.
Monolithische Felsentempel wurden schon früh in verschiedenen Weltgegenden und Religionen errichtet.